# Paul Lebaudy
Pour les autres membres de la famille, voir Famille Lebaudy.
Marie Paul Jules Lebaudy est un industriel et homme politique français né à Enghien le 4 juillet 1858 et mort au château de Rosny à Rosny-sur-Seine le 17 octobre 1937.

## Biographie
Paul Lebaudy est élève au lycée Turgot. Héritier du château de Rosny en 1889, il succède à son père Gustave Lebaudy comme député de l'arrondissement de Mantes-la-Jolie. Il est élu pour la première fois le 16 février 1890 et est réélu les 20 août 1893, 8 mai 1898, 27 avril 1902 et 6 mai 1906.
Il épouse :
- en premières noces (1886) : Virginie Adélaïde Désirée Hersent (1864-1886), fille d'Hildevert Hersent, riche entrepreneur de travaux publics ;
- en secondes noces (1890) : Marie Pauline Adolphine Clotilde Murat (1868-1949), fille de Joachim, comte Murat (1828-1904) et de la comtesse née Marguerite Marie Georgina Barrot (elle-même fille d'Adolphe Barrot). De ce second mariage, il a un fils Jean Gustave Marie Georges Joachim Lebaudy (1894-1969) qui épousera Henriette Émilie Eugénie de Ganay (1898-1983).

Pionnier de l'aérostation, il fait construire avec son frère Pierre, à partir de 1902 une série de dirigeables semi-rigides, dont l'un effectue la seconde traversée de la Manche (26 octobre 1910).
Amateur de chasse à courre, il fonde l'équipage Lebaudy (1891-1936) qui découple l'été en forêt de Rosny et l'hiver à Avon, près de Fontainebleau (Seine-et-Marne). Il fait aménager les communs du château de Rosny pour héberger ses écuries. Vers la fin du XIXe siècle, il fait recréer des jardins à la française par le célèbre paysagiste Achille Duchêne.
À Paris, Paul Lebaudy possède un hôtel particulier (détruit) au no 15, avenue Foch.

### Sources
- « Paul Lebaudy », dans Adolphe Robert et Gaston Cougny, Dictionnaire des parlementaires français, Edgar Bourloton, 1889-1891 [détail de l’édition]
- « Paul Lebaudy », dans le Dictionnaire des parlementaires français (1889-1940), sous la direction de Jean Jolly, PUF, 1960 [détail de l’édition]